# Вулька-Путновіцька
Вулька-Путновіцька (пол. Wólka Putnowicka) — село в Польщі, у гміні Войславичі Холмського повіту Люблінського воєводства.
Населення — 65 осіб (2011).
У 1975-1998 роках село належало до Холмського воєводства.

## Демографія
Демографічна структура станом на 31 березня 2011 року:
|          | Загалом | Допрацездатний вік | Працездатний вік | Постпрацездатний вік |
| -------- | ------- | ------------------ | ---------------- | -------------------- |
| Чоловіки | 30      | 8                  | 15               | 7                    |
| Жінки    | 35      | 7                  | 11               | 17                   |
| Разом    | 65      | 15                 | 26               | 24                   |